# Simulium debacli
Simulium debacli es una especie de insecto del género Simulium, familia Simuliidae, orden Diptera.
Fue descrita científicamente por Terteryan, 1952.